# Kayser (Familienname)
Kayser ist ein Familienname.

## Namensträger

### A
- Aaron Kayser (* 1999), deutscher Basketballspieler
- Adolf Kayser (1828–1912), deutscher Jurist und Politiker, MdR
- Agnes Kayser-Langerhannß (1818–1902), deutsche Schriftstellerin
- Albert Kayser (1898–1944), deutscher Politiker (KPD), MdR
- Albrecht Christoph Kayser (1756–1811), deutscher Bibliothekar, Schriftsteller und Historiker
- Alfred Kayser (1821–1894), deutscher Tuchfabrikant
- Alois Kayser (1877–1944), deutscher Missionar
- Anna Kayser (1885–1962), deutsche Schriftstellerin
- Armand Kayser (1901/1902–1968), luxemburgischer Verwaltungsjurist
- Arthur Kayser (1871–1938), deutscher Unternehmer
- August Kayser (Theologe) (1821–1885), französischer Theologe und Bibliothekar
- August Kayser (Politiker, 1834) (1834–1914), deutscher Bankier und Politiker, MdL Baden
- August Kayser (Politiker, II), deutscher Politiker (CDU), MdL Brandenburg

### B
- Beate Kayser (1933–2023), deutsche Journalistin und Theaterkritikerin
- Bernhard Kayser (1869–1954), deutscher Augenarzt
- Benjamin Kayser (* 1984), französischer Rugby-Union-Spieler
- Birgit Kayser, deutsche Politikerin (CDU)

### C
- Carl Kayser (Kameramann) (1909–1984), britischer Kameramann
- Carl Kayser-Eichberg (1873–1964), deutscher Maler
- Carl Gangolf Kayser (auch Carl Gangolf Kaiser; 1837–1895), österreichischer Architekt
- Carola von Kayser (* 1939), deutsche Filmschauspielerin
- Charles Kayser (Schauspieler) (1878–1966), schottischer Schauspieler
- Charles Kayser (Mediziner) (Charles Auguste Kayser; 1899–1981), französischer Physiologe und Hochschullehrer
- Charles Edmond Kayser (1882–1965), französischer Maler, Grafiker und Zeichner
- Charles Willy Kayser (1881–1942), deutscher Schauspieler und Filmregisseur
- Christel Voßbeck-Kayser (* 1961), deutsche Politikerin (CDU), MdB
- Christian Kayser (Politiker) (* 1938), deutscher Politiker (FDP), Mitglied des Abgeordnetenhauses von Berlin
- Christian Gottlob Kayser (1782–1857), deutscher Verleger und Bibliograf
- Christoph Kayser (* 1976/1977), deutscher Neurowissenschaftler und Hochschullehrer
- Conrad Kayser (1880–1954), deutscher Landschaftsmaler

### D
- Deon Kayser (* 1970), südafrikanischer Rugby-Union-Spieler
- Detlev Kayser (* 1931), deutscher Biochemiker
- Dietrich Kayser (* 1944), deutscher Schriftsteller, Übersetzer, Hörspiel- und Sachbuchautor und Hochschullehrer

### E
- Ehrenfried August Kayser (1792–1873), königlich preußischer Generalleutnant
- Elfriede Kayser (1903–1988), deutsche Politikerin (GB/BHE)
- Emanuel Kayser (1845–1927), deutscher Geologe und Paläontologe
- Emil Kayser (1854–1933), deutscher Verwaltungs- und Ministerialbeamter und Kommunalpolitiker
- Engelbert Kayser (1840–1911), deutscher Zinngießer
- Ernst Kayser (1899–1970), deutscher Journalist und Ministerialbeamter
- Eve Neuner-Kayser (1914–1979), deutsche Malerin

### F
- Ferdinand Kayser (1863–1921), deutscher Kaufmann und Fabrikant
- Frank Kayser (* 1964), deutscher Fußballspieler und -trainer
- Franz von Kayser (1785–1857), österreichischer Generalmajor
- Franz Kayser (Fabrikant) (1835–??), deutscher Textilfabrikant
- Franz Josef Kayser (1928–2015), deutscher Politiker (CDU) und Verleger
- Friedrich Kayser (1894–1945), deutscher Lehrer, Sozialist, Pazifist und Widerstandskämpfer während der NS-Zeit
- Fritz Kayser (1879–1946), deutscher Journalist und Archivar
- Fritz Hermann Kayser (* 1933), Schweizer Mikrobiologe

### G
- Georg Kayser (1881–1945), preußischer Ministerialbeamter
- Georg Ernst Justus Kayser (1754–1823), deutscher Maler
- Gerd Kayser (1913–nach 1971), deutscher Innenarchitekt
- Gerhard Kayser (* 1947), deutscher Mathematiker und Hochschullehrer
- Godehard Kayser (* 1954), deutscher Jurist, Vorsitzender Richter am Bundesgerichtshof

### H
- Hans Kayser (Gartenarchitekt) (1884–1964), deutscher Garten- und Landschaftsarchitekt
- Hans Kayser (Musikwissenschaftler) (1891–1964), deutsch-schweizerischer Kunst- und Musiktheoretiker
- Hans Kayser (Ägyptologe) (1911–1989), deutscher Ägyptologe
- Hans Schmid-Kayser (1874–1964), deutscher Musiker, Komponist und Herausgeber
- Hans Erich Kayser (1912–nach 1971), deutscher Bauingenieur
- Hans Josef Kayser (1927–2019), deutscher Ingenieur, Verkehrswissenschaftler und Hochschullehrer
- Hardy Kayser (* 1962), deutscher Gitarrist und Songwriter
- Heinrich Kayser (Bauingenieur) (1873–1949), deutscher Bauingenieur und Hochschullehrer
- Heinrich Kayser (Mediziner) (1876–1954), deutscher Generalarzt
- Heinrich Carl Kayser (1815–1879), deutscher Ingenieur und Vorsitzender des Vereins Deutscher Ingenieure (VDI)
- Heinrich Ernst Kayser (1815–1888), deutscher Musiker und Komponist
- Heinrich Gustav Johannes Kayser (1853–1940), deutscher Physiker
- Heinrich Joseph Kayser (1842–1917), deutscher Architekt
- Heinrich Ludwig Kayser (1833–1904), deutscher Verleger
- Hermann Kayser (Unternehmer) (1844–1929), deutscher Textil-Unternehmer, „Vater der ersten deutschen Waldkalkung“
- Hermann Kayser (1895–1948), deutscher Generalarzt
- Horst Kayser (* 1937), deutscher Ingenieur und ehrenamtlicher Bahnaktivist
- Hugo von Kayser (1873–1949), deutscher General der Kavallerie
- Hugo Kayser (* 1953), Schweizer Politiker (CVP)

### I
- Isfrid Kayser (1712–1771), deutscher Musiker und Ordensgeistlicher

### J
- J. C. Kayser (Maler) (Johann Caspar Kayser), deutscher Maler und Zeichner
- J. C. Kayser (Entomologe), deutscher Schmetterlingskundler
- Jas Kayser (* ≈1996), britische Jazzmusikerin
- Joachim Kayser († 1720), deutscher Orgelbauer
- Jobst Kayser-Eichberg (1941–2023), deutscher Unternehmer
- Joe Kayser (1891–1981), US-amerikanischer Schlagzeuger und Bandleader
- Johann Kayser (Politiker) (* 1580; † nach 1654), deutscher Notar, Bürgermeister und Landtagsdelegierter
- Johann Kayser (Dichter) (1654–1721), deutscher Dichter, Prediger und Gymnasiallehrer
- Johann Kayser (Theologe) (1826–1895), deutscher Theologe, Philologe und Politiker, MdR
- Johann Andreas Kayser von Kaysern (1716–1776), Bischof von Königgrätz
- Johann Christian Kayser (1750–1813), deutscher Orgelbauer
- Johann Friedrich Kayser (1685–1751), deutscher Rechtswissenschaftler und Hochschullehrer
- Josef Kayser (1895–1993), deutscher Priester und Widerstandskämpfer
- Josephine Ernst-Kayser (um 1820–1873), ungarische Sängerin (Sopran), siehe Josefine Ernst-Kaiser
- Julius Emil Kayser-Petersen (1886–1954), deutscher Mediziner
- Jürgen Kayser (* 1968/1969), deutscher Jurist und Leiter des Verfassungsschutzes Nordrhein-Westfalen

### K
- Karin Kayser (* 1967), Schweizer Politikerin (CVP), Landammann von Nidwalden
- Karl Kayser (Theologe) (1843–1910), deutscher Geistlicher und Kirchenhistoriker
- Karl Kayser (Schauspieler) (1914–1995), deutscher Schauspieler
- Karl Georg Kayser (* 1949), deutscher Theaterregisseur
- Karl Julius Kayser (1809–1889), deutscher Generalmajor
- Karl Ludwig Kayser (1808–1872), deutscher Klassischer Philologe
- Karl Philipp Kayser (1773–1827), deutscher Klassischer Philologe
- Klaus Kayser (* 1940), deutscher Mediziner und Schriftsteller
- Kurt Kayser (1905–1984), deutscher Geograph

### L
- Ludwig Kayser (Politiker) (1899–1984), deutscher Politiker, Bürgermeister von Braunsberg
- Ludwig Kayser von Gáad (1862–1945), banat-schwäbischer Dompropst
- Lutz Kayser (1939–2017), deutscher Flugzeugbauer und Luftfahrttechniker

### M
- Mara Kayser (* 1966), deutsche Sängerin
- Marc Kayser (* 1961), deutscher Journalist und Schriftsteller
- Margaretha Susanna Kayser (1690–1774), deutsche Sopranistin und Operndirektorin
- Marie Elise Kayser (1885–1950), deutsche Kinderärztin
- Martin Kayser-Landwehr (* 1958), deutscher Filmeditor
- Max Kayser (Politiker) (1853–1888), deutscher Redakteur und Politiker (SPD), MdR
- Max Kayser (Geiger) (1918–nach 1972), deutscher Geiger

### O
- Oliver Kayser (* 1967), deutscher Biotechnologe und Hochschullehrer
- Otto Kayser (Maler) (1915–1998), deutscher Maler und Grafiker
- Otto Kayser (Architekt) (* 1940), österreichischer Architekt und Künstler

### P
- Paul Kayser (Jurist) (1845–1898), deutscher Jurist und Beamter
- Paul Kayser (Architekt) (1850–1921), deutscher Architekt und Baumeister
- Paul Kayser (Maler) (1869–1942), deutscher Maler
- Paul Kayser (Organist) (* 1979), luxemburgischer Kirchenmusiker
- Peter Kayser (* 1953), deutscher Fotograf und Maler
- Philipp Christoph Kayser (1755–1823), deutscher Musiker, Komponist, Musikpädagoge und Dichter
- Philippe A. Kayser (* 1959), deutscher Komponist, Musiker und Musikproduzent

### R
- Ralph Kayser (* 1965), deutscher Orthopäde und Unfallchirurg
- Robert Kayser (1805–1877), deutscher Kaufmann und Politiker
- Rolf Kayser (Wasserbauingenieur) (1931–2011), deutscher Wasserbauingenieur
- Rolf Kayser (Kunstgießer) (* 1960), deutscher Kunstgießer
- Romana Kayser (* 1987), Schweizer Beachvolleyballspielerin
- Rudolf Kayser (1889–1964), deutscher Literaturhistoriker

### S
- Stephan Kayser (* 1948), deutscher Schauspieler, Synchronsprecher, Regisseur und Produzent
- Stephen Sally Kayser (1900–1988), deutschamerikanischer Kunsthistoriker
- Syna Kayser (* 1990), deutsche Tennisspielerin

### T
- Theodor Kayser (1861–1941), deutscher Jurist und Hochschullehrer

### U
- Ulrich Kayser (1899–1977), deutscher Dokumentarfilmregisseur

### W
- Walter Kayser (?–1991), deutscher Violinist
- Walther Kayser (1901–verm. 1944), deutscher Aktivist, Oberregierungsrat und Schriftsteller
- Wilhelm Kayser (1863–nach 1928), deutscher Politiker (Zentrum), MdL
- Wolfgang Kayser (1906–1960), deutscher Germanist und Literaturwissenschaftler